# Tiket (hudební skupina)
Tiket je pop-punková hudební skupina z Havířova.

## Historie
Skupina vznikla v červnu roku 2021, kdy se rozhodla v Česku podpořit znovuzrozený pop punk. V lednu 2022 kapela vydala svůj debutový singl „Proč“ společně s videoklipem. Téhož roku se kapela stala držitelem titulu „Objev roku 2022“ rádia Haná a vyhrála celostátní multižánrovou talentovou hudební soutěž „Óčko talent“ hudební televize Óčko. Díky svým úspěchům si kapela Tiket zahrála na českém festivalu Votvírák 2022 a na festivalu Džemfest 2022.

## Diskografie

### Singly a videoklipy
| Rok  | Název           |
| ---- | --------------- |
| 2022 | Proč            |
| 2022 | Silueta         |
| 2023 | Netflix & Chill |

## Členové
- Jéňa Jaroš – zpěv, kytara
- Erik Bubík – bicí, zpěv
- Adam Foldyna – baskytara, zpěv
- Kevin Majtán – kytara, zpěv